# Dipendra

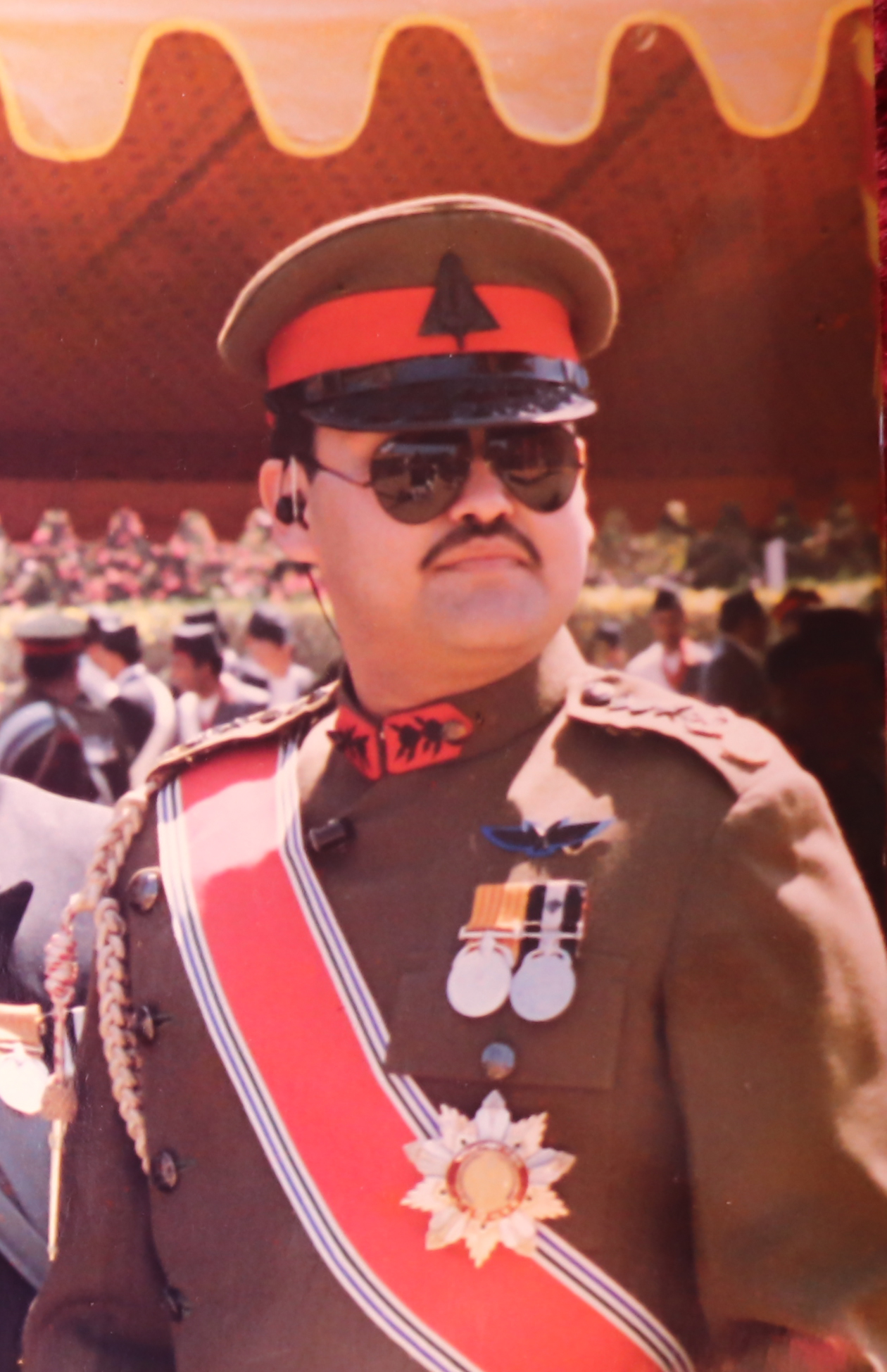
Dipendra Bikram Shah Dev als kroonprins

Dipendra Bir Bikram Shah Dev (27 juni 1971 - 4 juni 2001) was van 1 juni 2001 tot 4 juni 2001 de koning van Nepal.

## Biografie
Dipendra was de oudste zoon van koning Birendra van Nepal en koningin Aishwarya. Op 1 juni 2001 vermoordde hij in een dronken bui in het koninklijke Narayanhiti Paleis zijn ouders, enige broer prins Nirajan, enige zus prinses Sruti, zijn vaders zussen prinses Shanti Singh en prinses Sharada Shah, zijn vaders broer prins Dhirendra Shah, zijn vaders volle nicht prinses Jayanti Shah en Kumar Khadga Bikram Shah, de directeur van het Centrum van Nepalese en Aziatische studies van de Tribhuwan Universiteit in Kathmandu en tevens de echtgenoot van prinses Sharada Shah en daarmee een oom van Dipendra. 
1 juni viel op een vrijdag, de derde van een Nepalese maand en de gebruikelijke dag dat de uitgebreide koninklijke familie 's avonds bijeenkwam voor een gezellig samenzijn. Deze keer vond de bijeenkomst plaats in de residentie van Dipendra, de Tribhuwan Sadan in het Narayanhiti paleis. Vierentwintig familieleden waren aanwezig. Die ochtend had Dipendra zijn vriendin Supriya Shah gebeld, waarvan zijn moeder graag wilde dat die zijn echtgenote zou worden. Hij vertelde haar dat hij niet met haar, maar met Devayani wilde trouwen, waar zijn ouders en vooral zijn moeder fel op tegen waren. Die middag rookte Dhirendra soft drugs, iets wat hij dagelijks al zeker een jaar lang deed. Vroeg die avond zou hij enkele glazen whiskey tot zich genomen hebben en opnieuw soft drugs gerookt hebben. Hij had op een gegeven moment moeite om recht overeind te blijven staan en vier familieleden brachten hem naar zijn slaapkamer. Hij telefoneerde opnieuw met Devayani en volgens een kranteninterview met haar zou hij haar gevraagd hebben hem twee dagen later te vergezellen naar een sportbijeenkomst. Er volgden nog enkele korte telefoontjes over en weer. Telkens ging het er volgens Devayani over dat hij haar de volgende dag zou terugbellen. 
Een uur nadat Dipendra naar zijn kamer werd gebracht, kwam hij gehuld in militaire kleding terug met twee automatische wapens. Hij schoot zijn vader dood en vervolgens richtte hij zijn wapen op andere familieleden. In totaal kwamen negen familieleden te overlijden. Daarna zou hij zichzelf een kogel door het hoofd hebben geschoten. Omdat Dipendra niet direct stierf, was hij conform de Nepalese wetgeving officieel koning geworden. Zijn oom Gyanendra, een broer van zijn vader, nam het regentschap op zich. Drie dagen later overleed Dipendra alsnog aan zijn verwondingen en was Gyanendra de nieuwe koning van Nepal.
Dipendra werd in alle stilte gecremeerd.

## Bron
- Raj, Prakash A. (2001) Kay Gardeko. The Royal Massacre in Nepal, Rupa & Co: Kathmandu